# 1960년 동계 올림픽 독일 연합 선수단
1960년 동계 올림픽 독일 연합 선수단은 미국 스쿼밸리에서 열린 1960년 동계 올림픽에 참가한 올림픽 독일 연합 선수단이다.